# 钱楠筠
钱楠筠（英語：Nancy Qian）是一位美籍华人经济学家。主要研究方向是发展经济学，政治经济学，经济发展史。

## 生平
出生于上海，2001年毕业于德州大学奥斯汀分校，2005年毕业于麻省理工学院，师从艾絲特·杜芙若和阿比吉特·班纳吉，2005年加入布朗大学担任助理教授，2009年加入耶鲁大学担任助理教授，2013年升任副教授，2016年担任西北大学 (伊利诺伊州)凯洛管理学院教授。此外还担任复旦大学泛海国际金融学院经济学特聘教授。